# Alfonso de Galarreta
Alfonso de Galarreta Genua (Torrelavega, 14 gennaio 1957) è un vescovo cattolico spagnolo appartenente alla Fraternità sacerdotale San Pio X. Fu scomunicato latae sententiae da papa Giovanni Paolo II nel 1988 perché consacrato senza mandato pontificio dall'arcivescovo Marcel Lefebvre e dal vescovo Antônio de Castro Mayer, iniziativa che la Santa Sede considerò al pari di un atto scismatico. Ha ottenuto la remissione della scomunica da papa Benedetto XVI il 21 gennaio 2009.

## Biografia
Monsignor Alfonso de Galarreta è nato a Torrelavega il 14 gennaio 1957 ma poco dopo è emigrato con la sua famiglia in Argentina.

### Formazione e ministero sacerdotale
Nel 1975 è entrato nel seminario di La Plata dove è rimasto per tre anni. Nell'ottobre del 1978 è stato ammesso al seminario internazionale della Fraternità sacerdotale San Pio X di Ecône, in Svizzera.
Nel mese di agosto del 1980 è stato ordinato presbitero da monsignor Marcel Lefebvre a Buenos Aires. Dopo l'ordinazione ha prestato servizio come professore nel seminario della Fraternità a La Reja, in Argentina. Dal 1985 al 1988 è stato superiore del distretto dell'America meridionale della Fraternità.

### Consacrazione e scomunica
Nel giugno del 1988 l'arcivescovo Marcel Lefebvre ha annunciato la sua intenzione di consacrare Alfonso de Galarreta e altri tre preti - Bernard Fellay, Bernard Tissier de Mallerais e Richard Williamson - come vescovi. Monsignor Lefebvre tuttavia non aveva il mandato pontificio - ovvero il permesso del papa - per conferire il sacramento come normalmente richiesto dal canone 1382 del Codice di diritto canonico. Il 17 giugno 1988 il cardinale Bernardin Gantin, prefetto della Congregazione per i vescovi, ha inviato ai quattro sacerdoti un avviso canonico formale che notificava loro che sarebbero incorsi automaticamente nella pena della scomunica se fossero stati consacrati da monsignor Lefebvre senza il permesso del papa.
Il 30 giugno 1988 padre de Galarreta e gli altri tre sacerdoti sono stati comunque consacrati vescovi da monsignor Lefebvre e da monsignor Antônio de Castro Mayer. Il 1º luglio 1988 il cardinale Gantin ha pubblicato una dichiarazione in cui affermava che Lefebvre, de Castro Mayer, de Galaretta e gli altri tre vescovi appena ordinati "hanno subito ipso facto la scomunica latae sententiae riservata alla Sede Apostolica".

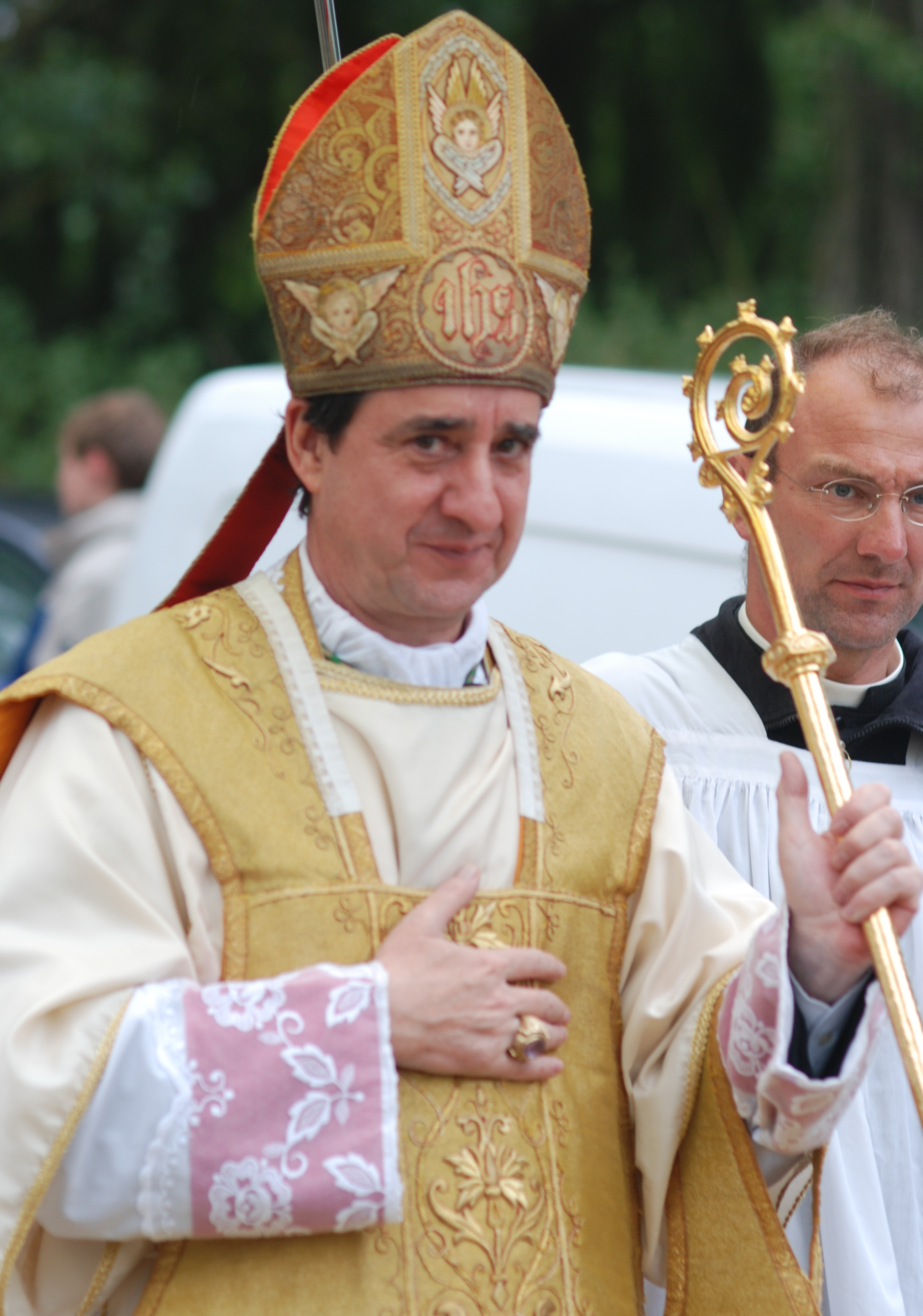
Monsignor de Galarretta nel 2011.

Il 2 luglio 1988 papa Giovanni Paolo II ha pubblicato il motu proprio Ecclesia Dei in cui ha riaffermato la scomunica e descritto la consacrazione come un atto di "disobbedienza al Romano Pontefice in una questione molto grave e di suprema importanza per l'unità della Chiesa" e che "tale disobbedienza - che implica in pratica il rifiuto del primato romano - costituisce un atto scismatico". Il cardinale Darío Castrillón Hoyos, capo della commissione incaricata dell'attuazione del documento, ha affermato che ciò ha comportato una "situazione di separazione, anche se non si trattava di uno scisma formale".
La Fraternità sacerdotale San Pio X ha negato la validità delle scomuniche, affermando che le consacrazioni erano necessarie a causa di una crisi morale e teologica nella Chiesa cattolica.

### Ministero episcopale
Dopo la sua consacrazione episcopale, de Galarreta è stato nominato rettore del seminario di La Reja. Nel 1991 ha assistito alla consacrazione di padre Licínio Rangel come vescovo dell'Unione Sacerdotale San Giovanni Maria Vianney dopo la morte del suo fondatore, il vescovo Antônio de Castro Mayer.
Nel 1994 è stato nominato superiore della "casa autonoma" di Spagna a Madrid. Nel 2002 è diventato secondo assistente della Fraternità sacerdotale San Pio X.
Con decreto del 21 gennaio 2009 (protocollo n. 126/2009), emesso in risposta a una rinnovata richiesta fatta da monsignor Bernard Fellay a nome di tutti e quattro i vescovi che monsignor Lefebvre aveva consacrato il 30 giugno 1988, il cardinale Giovanni Battista Re, prefetto della Congregazione per i vescovi, con il potere espressamente concesso a lui da papa Benedetto XVI, ha rimesso la scomunica automatica che avevano subito e ha espresso l'auspicio che a ciò sarebbe seguita rapidamente il rientro in piena comunione dell'intera Fraternità sacerdotale San Pio X con la Chiesa cattolica, testimoniando così unità visibile, vera lealtà e il vero riconoscimento del magistero e dell'autorità del papa. Come tutti i membri della Fraternità rimane tuttavia sospeso a divinis sine die.
È stato riferito che monsignor Galaretta era stato nominato presidente della commissione della Fraternità sacerdotale San Pio X responsabile delle trattative teologiche con la Santa Sede.
Il 12 luglio 2018 è stato eletto assistente del nuovo superiore generale della Fraternità, don Davide Pagliarani.

## Genealogia episcopale
La genealogia episcopale è:
- Cardinale Scipione Rebiba
- Cardinale Giulio Antonio Santori
- Cardinale Girolamo Bernerio, O.P.
- Arcivescovo Galeazzo Sanvitale
- Cardinale Ludovico Ludovisi
- Cardinale Luigi Caetani
- Cardinale Ulderico Carpegna
- Cardinale Paluzzo Paluzzi Altieri degli Albertoni
- Papa Benedetto XIII
- Papa Benedetto XIV
- Papa Clemente XIII
- Cardinale Marcantonio Colonna
- Cardinale Giacinto Sigismondo Gerdil, B.
- Cardinale Giulio Maria della Somaglia
- Cardinale Carlo Odescalchi, S.I.
- Vescovo Eugène de Mazenod, O.M.I.
- Cardinale Joseph Hippolyte Guibert, O.M.I.
- Cardinale François-Marie-Benjamin Richard
- Vescovo Marie-Prosper-Adolphe de Bonfils
- Cardinale Louis-Ernest Dubois
- Arcivescovo Jean-Arthur Chollet
- Arcivescovo Héctor Raphaël Quilliet
- Vescovo Charles-Albert-Joseph Lecomte
- Cardinale Achille Liénart
- Arcivescovo Marcel Lefebvre, C.S.Sp.
- Vescovo Alfonso de Galarreta